# Halophila capricorni
Halophila capricorni är en dybladsväxtart som beskrevs av Larkum. Halophila capricorni ingår i släktet Halophila och familjen dybladsväxter. IUCN kategoriserar arten globalt som livskraftig. Inga underarter finns listade.